# Андонян, Гаэль
Гаэль Андонян  (арм. Գաել Անդոնյան, фр. Gaël Andonian; род. 7 февраля 1995, Марсель) — французский и армянский футболист, защитник клуба «Ардзив». Выступал за сборную Армении.

## Карьера

### Клубная
Гаэль родился в прибрежном городе Марселе на юге Франции. Отец Гаэля — Левон Андонян, известный в городе риелтор. Мать — уроженка Бельгии. Гаэль с детства мечтал сыграть за марсельский «Олимпик», и его мечта начала осуществляться, когда в возрасте 9 лет его взяли в детскую академию «Олимпика».
Андонян дебютировал в чемпионате Франции 2 ноября 2014 года в матче против «Ланса», который закончился победой «Олимпика» со счётом 2:1.

### Сборная Армении
26 февраля 2015 года президент Федерации футбола Армении Рубен Айрапетян заявил, что Андонян прибудет в Ереван 21 марта 2015 года, получит армянское гражданство и официально присоединится к сборной Армении.
Дебютировал в сборной 29 марта 2015 года в отборочном матче Евро 2016 против сборной Албании (1:2).